# CEV Challenge Cup 2017–2018 (damer)
CEV Challenge Cup 2017-2018 utspelade sig mellan 21 november 2017 och 11 april 2018. Det var den 38:e upplagan av CEV Challenge Cup, arrangerad av Confédération Européenne de Volleyball. I turneringen deltog 36 lag. Olympiakos SFP vann tävlingen för första gången .

## Regelverk
Tävlingen spelas i cupformat, med en kvalificeringsrunda "andra omgången" och därefter spel från sextondelsfinaler och vidare steg för steg till final. Alla möten spelades som dubbelmöten (hemma och borta). Poäng fördelades enligt vanliga volleybollregler (3 poäng för vinst 3-0 eller 3-1 i set, 2 poäng för vinst 3-2 i set, 1 poäng för förlust 2-3 i set och 0 poäng för förlust 1-3 eller 0-3 i set). Om bägge lagen fick lika många poäng avgjordes mötet med ett golden set).

## Deltagande lag
| - ASKÖ Linz-Steg - UVC Graz - VB NÖ Sokol Post - Azərreyl QVK - Amigos-Van Pelt Sint-Antonius-Zoersel - Charleroi Volley - Hermes Volley Oostende - ŽOK Gacko - VK Levski Sofia - HAOK Mladost | - ŽOK Osijek - Holte IF - Kuusamon Pallo-Karhut - Oriveden Ponnistus - Volley-Ball Nantes - Olympiakos SFP - KV Kastrioti Ferizaj - VBC Galina - RSR Walfer - Randaberg IL | - Clube Kairós - AVC Famalicão - TJ Ostrava - CS Știința Bacău - CSM Târgoviște - VK Dinamo Krasnodar - OK Tent - ŽOK Železničar Lajkovac - Bratislavský VK - VK Slávia EU Bratislava | - NUC Volleyball - Sm'Aesch Pfeffingen - CV Barcelona - CV JAV Olímpico - CV Logroño - Bursa BBSK - Vasas SC |

## Turneringen

### Andra omgången

#### Match 1
| 22 november 2017 Športová hala Mladosť, Bratislava Speltid 1h:36 - Åskådare 200         | VK Slávia EU Bratislava | 1 - 3 | UVC Graz                              | 16-25, 25-20, 15-25, 21-25        |
| 22 november 2017 Dvorana Gradski vrt, Osijek Speltid 2h:21 - Åskådare 450               | ŽOK Osijek              | 2 - 3 | VB NÖ Sokol Post                      | 20-25, 26-24, 25-12, 22-25, 11-15 |
| 22 november 2017 Kuusamon Liikuntahalli, Kuusamo Speltid 1h:57 - Åskådare 567           | Kuusamon Pallo-Karhut   | 1 - 3 | Charleroi Volley                      | 25-20, 17-25, 24-26, 23-25        |
| 22 november 2017 Pavilhão Lameiras, Vila Nova de Famalicão Speltid 1h:19 - Åskådare 320 | AVC Famalicão           | 0 - 3 | CV Logroño                            | 20-25, 19-25, 20-25               |
| 21 november 2017 Centro Insular de Deportes, Las Palmas Speltid 1h:57 - Åskådare 525    | CV JAV Olímpico         | 3 - 2 | Amigos-Van Pelt Sint-Antonius-Zoersel | 25-22, 24-26, 14-25, 25-16, 15-9  |

#### Match 2
| 29 november 2017 Bluebox, Graz Speltid 1h:25 - Åskådare 350                | UVC Graz                              | 3 - 0 | VK Slávia EU Bratislava | 25-17, 29-27, 25-22                                |
| 27 november 2017 Neue Posthalle, Wien Speltid 2h:33 - Åskådare 250         | VB NÖ Sokol Post                      | 2 - 3 | ŽOK Osijek              | 21-25, 13-25, 25-19, 25-21, 9-15 Golden set: 14-16 |
| 30 november 2017 Spiroudome, Charleroi Speltid 1h:18 - Åskådare 700        | Charleroi Volley                      | 3 - 0 | Kuusamon Pallo-Karhut   | 25-16, 25-17, 25-21                                |
| 30 november 2017 Palacio de La Rioja, Logroño Speltid 1h:15 - Åskådare 600 | CV Logroño                            | 3 - 0 | AVC Famalicão           | 25-22, 25-11, 25-15                                |
| 30 november 2017 Van Pelt Arena, Zoersel Speltid 1h:38 - Åskådare 950      | Amigos-Van Pelt Sint-Antonius-Zoersel | 1 - 3 | CV JAV Olímpico         | 17-25, 15-25, 25-20, 18-25                         |

#### Kvalificerade lag
- UVC Graz
- Charleroi Volley
- ŽOK Osijek
- CV JAV Olímpico
- CV Logroño

### Sextondelsfinaler

#### Match 1
| 12 december 2018 Hall Omnisport New, Walferdange Speltid 1h:05 - Åskådare 540        | RSR Walfer              | 0 - 3 | Bursa BBSK             | 12-25, 16-25, 11-25               |
| 14 december 2018 Spiroudome, Charleroi Speltid 1h:23 - Åskådare 650                  | Charleroi Volley        | 3 - 0 | CV Barcelona           | 25-19, 25-19, 25-15               |
| 13 december 2018 C. D. das Laranjeiras, Ponta Delgada Speltid 2h:12 - Åskådare 400   | Clube Kairós            | 1 - 3 | Hermes Volley Oostende | 28-30, 25-18, 23-25, 23-25        |
| 13 december 2018 Lajkovac Hala Sportova, Lajkovac Speltid 1h:45 - Åskådare 300       | ŽOK Železničar Lajkovac | 3 - 1 | OK Tent                | 24-26, 25-21, 25-19, 25-16        |
| 12 december 2018 Randaberghallen, Randaberg Speltid 1h:12 - Åskådare 150             | Randaberg IL            | 0 - 3 | Volley-Ball Nantes     | 15-25, 16-25, 15-25               |
| 14 december 2018 Sporthalle Resch, Schaan Speltid 1h:35 - Åskådare 300               | VBC Galina              | 1 - 3 | Vasas SC               | 25-17, 14-25, 19-25, 23-25        |
| 12 december 2018 Centro Insular de Deportes, Las Palmas Speltid 1h:36 - Åskådare 380 | CV JAV Olímpico         | 3 - 1 | ASKÖ Linz-Steg         | 20-25, 25-11, 25-21, 25-18        |
| 12 december 2018 Holte-Hallen, Rudersdal Speltid 1h:24 - Åskådare 250                | Holte IF                | 0 - 3 | NUC Volleyball         | 23-25, 27-29, 19-25               |
| 12 december 2018 Sala Sporturilor, Bacău Speltid 1h:59 - Åskådare 500                | CS Știința Bacău        | 3 - 1 | Azərreyl QVK           | 25-23, 25-20, 22-25, 25-18        |
| 13 december 2018 Mehrzweckhalle Löhrenacker, Aesch Speltid 1h:40 - Åskådare 750      | Sm'Aesch Pfeffingen     | 1 - 3 | HAOK Mladost           | 28-26, 20-25, 18-25, 16-25        |
| 12 december 2018 Palacio de La Rioja, Logroño Speltid 1h:56 - Åskådare 850           | CV Logroño              | 2 - 3 | Olympiakos SFP         | 20-25, 31-29, 19-25, 25-17, 10-15 |
| 13 december 2018 Hristo Botev Hall, Sofia Speltid 1h:46 - Åskådare 200               | VK Levski Sofia         | 1 - 3 | CSM Târgoviște         | 15-25, 25-27, 27-25, 17-25        |
| 13 december 2018 Dvorana Gradski vrt, Osijek Speltid 1h:14 - Åskådare 355            | ŽOK Osijek              | 0 - 3 | TJ Ostrava             | 12-25, 13-25, 18-25               |
| 13 december 2018 Palestra Bill Clinton, Ferizaj Speltid 1h:07 - Åskådare 300         | KV Kastrioti Ferizaj    | 0 - 3 | Oriveden Ponnistus     | 13-25, 15-25, 14-25               |
| 14 december 2018 Športová hala Mladosť, Bratislava Speltid 1h:12 - Åskådare 200      | Bratislavský VK         | 3 - 0 | ŽOK Gacko              | 25-16, 25-13, 25-21               |
| 12 december 2018 Bluebox, Graz Speltid 2h:05 - Åskådare 260                          | UVC Graz                | 2 - 3 | VK Dinamo Krasnodar    | 16-25, 27-25, 25-22, 23-25, 4-15  |

#### Match 2
| 10 januari 2018 Cengiz Göllü Kapalı Spor Salonu, Bursa Speltid 1h:06 - Åskådare 300    | Bursa BBSK             | 3 - 0 | RSR Walfer              | 25-12, 25-14, 25-18                   |
| 11 januari 2018 Pavelló Can Noguera, Barcellona Speltid 2h:10 - Åskådare 680           | CV Barcelona           | 2 - 3 | Charleroi Volley        | 25-23, 25-27, 25-19, 21-25, 7-15      |
| 10 januari 2018 Mister V-Arena, Oostende Speltid 2h:05 - Åskådare 780                  | Hermes Volley Oostende | 3 - 2 | Clube Kairós            | 25-20, 17-25, 20-25, 25-19, 15-12     |
| 10 januari 2018 Sportsko-kulturni centar, Obrenovac Speltid 1h:45 - Åskådare 500       | OK Tent                | 3 - 0 | ŽOK Železničar Lajkovac | 26-24, 25-23, 25-19 Golden set: 15-13 |
| 9 januari 2018 Salle métropolitaine de Rezé, Rezé Speltid 1h:00 - Åskådare 3 357       | Volley-Ball Nantes     | 3 - 0 | Randaberg IL            | 25-8, 25-11, 25-9                     |
| 11 januari 2018 Angyalföldi Sportközpont, Budapest Speltid 1h:59 - Åskådare 200        | Vasas SC               | 3 - 2 | VBC Galina              | 20-25, 25-19, 25-18, 18-25, 15-12     |
| 10 januari 2018 Georg von Peuerbach Gymnasium, Linz Speltid 2h:08 - Åskådare 400       | ASKÖ Linz-Steg         | 2 - 3 | CV JAV Olímpico         | 25-21, 25-23, 13-25, 19-25, 14-16     |
| 11 januari 2018 Halle de sport de La Riveraine, Neuchâtel Speltid 1h:38 - Åskådare 920 | NUC Volleyball         | 3 - 1 | Holte IF                | 25-22, 25-14, 21-25, 25-9             |
| 9 januari 2018 A.Y.S. Sport Hall, Baku Speltid 1h:46 - Åskådare 1 200                  | Azərreyl QVK           | 3 - 0 | CS Știința Bacău        | 25-23, 27-25, 25-14 Golden set: 13-15 |
| 10 januari 2018 Dom odbojke Bojan Stranić, Zagreb Speltid 1h:25 - Åskådare 400         | HAOK Mladost           | 0 - 3 | Sm'Aesch Pfeffingen     | 14-25, 22-25, 18-25 Golden set: 10-15 |
| 9 januari 2018 Melina Merkourī Hall, Rentis Speltid 1h:07 - Åskådare 500               | Olympiakos SFP         | 3 - 0 | CV Logroño              | 25-18, 25-12, 25-17                   |
| 9 januari 2018 Sala Polivalentă, Târgoviște Speltid 1h:17 - Åskådare 600               | CSM Târgoviște         | 3 - 0 | VK Levski Sofia         | 25-23, 25-16, 25-22                   |
| 10 januari 2018 Sportovní areál Varenská, Ostrava Speltid 1h:22 - Åskådare 300         | TJ Ostrava             | 3 - 0 | ŽOK Osijek              | 25-20, 25-16, 28-26                   |
| 10 januari 2018 Oriveden liikuntahalli, Orivesi Speltid 1h:17 - Åskådare 400           | Oriveden Ponnistus     | 3 - 0 | KV Kastrioti Ferizaj    | 25-17, 25-18, 25-19                   |
| 11 januari 2018 Dvorana Kulturno-sportskog centra, Gacko Speltid 1h:05 - Åskådare 537  | ŽOK Gacko              | 0 - 3 | Bratislavský VK         | 18-25, 11-25, 18-25                   |
| 10 januari 2018 Dvorec sporta Olimp, Krasnodar Speltid 1h:01 - Åskådare 650            | VK Dinamo Krasnodar    | 3 - 0 | UVC Graz                | 25-19, 25-9, 25-11                    |

#### Kvalificerade lag
| - Charleroi Volley - Hermes Volley Oostende - Oriveden Ponnistus - Volley-Ball Nantes - Olympiakos SFP - TJ Ostrava - CS Știința Bacău - CSM Târgoviște | - VK Dinamo Krasnodar - OK Tent - Bratislavský VK - CV JAV Olímpico - NUC Volleyball - Sm'Aesch Pfeffingen - Bursa BBSK - Vasas SC |

### Åttondelsfinaler

#### Match 1
| 24 januari 2018 Euro Volley Center, Vilvoorde Speltid 1h:07 - Åskådare 155          | Charleroi Volley       | 0 - 3 | Bursa BBSK         | 11-25, 13-25, 15-25               |
| 24 januari 2018 Mister V-Arena, Oostende Speltid 1h:15 - Åskådare 450               | Hermes Volley Oostende | 3 - 0 | OK Tent            | 25-21, 25-18, 25-19               |
| 24 januari 2018 Angyalföldi Sportközpont, Budapest Speltid 2h:03 - Åskådare 250     | Vasas SC               | 2 - 3 | Volley-Ball Nantes | 12-25, 25-17, 20-25, 25-20, 12-15 |
| 24 januari 2018 Centro Insular de Deportes, Las Palmas Speltid 1h:18 - Åskådare 392 | CV JAV Olímpico        | 3 - 0 | NUC Volleyball     | 25-19, 25-19, 25-22               |
| 24 januari 2018 Mehrzweckhalle Löhrenacker, Aesch Speltid 1h:53 - Åskådare 660      | Sm'Aesch Pfeffingen    | 2 - 3 | CS Știința Bacău   | 22-25, 25-16, 25-15, 21-25, 11-15 |
| 25 januari 2018 Melina Merkourī Hall, Rentis Speltid 1h:55 - Åskådare 500           | Olympiakos SFP         | 2 - 3 | CSM Târgoviște     | 18-25, 25-27, 25-16, 25-16, 13-15 |
| 24 januari 2018 Oriveden liikuntahalli, Orivesi Speltid 1h:22 - Åskådare 400        | Oriveden Ponnistus     | 0 - 3 | TJ Ostrava         | 16-25, 23-25, 14-25               |
| 23 januari 2018 Dvorec sporta Olimp, Krasnodar Speltid 1h:10 - Åskådare 720         | VK Dinamo Krasnodar    | 3 - 0 | Bratislavský VK    | 25-10, 25-18, 25-15               |

#### Match 2
| 7 februari 2018 Cengiz Göllü Kapalı Spor Salonu, Bursa Speltid 1h:28 - Åskådare 400     | Bursa BBSK         | 3 - 0 | Charleroi Volley       | 33-31, 25-20, 25-23                          |
| 8 februari 2018 Sportsko-kulturni centar, Obrenovac Speltid 1h:32 - Åskådare 1350       | OK Tent            | 3 - 0 | Hermes Volley Oostende | 25-21, 25-16, 25-22 Golden set: 13-15        |
| 6 februari 2018 Gymnase Jean Jahan, Nantes Speltid 1h:14 - Åskådare 800                 | Volley-Ball Nantes | 3 - 0 | Vasas SC               | 25-12, 25-15, 25-14                          |
| 7 februari 2018 Halle de sport de La Riveraine, Neuchâtel Speltid 1h:48 - Åskådare 1070 | NUC Volleyball     | 3 - 1 | CV JAV Olímpico        | 17-25, 25-17, 25-21, 25-17 Golden set: 15-10 |
| 7 februari 2018 Sala Sporturilor, Bacău Speltid 2h:00 - Åskådare 500                    | CS Știința Bacău   | 1 - 3 | Sm'Aesch Pfeffingen    | 26-28, 25-23, 23-25, 23-25                   |
| 6 februari 2018 Sala Polivalentă, Târgoviște Speltid 1h:40 - Åskådare 1500              | CSM Târgoviște     | 1 - 3 | Olympiakos SFP         | 17-25, 25-16, 21-25, 22-25                   |
| 7 februari 2018 Sportovní areál Varenská, Ostrava Speltid 1h:43 - Åskådare 300          | TJ Ostrava         | 3 - 1 | Oriveden Ponnistus     | 25-15, 15-25, 25-21, 25-19                   |
| 7 februari 2018 Športová hala Mladosť, Bratislava Speltid 1h:41 - Åskådare 300          | Bratislavský VK    | 1 - 3 | VK Dinamo Krasnodar    | 16-25, 24-26, 25-22, 14-25                   |

#### Kvalificerade lag
- Hermes Volley Oostende
- Volley-Ball Nantes
- Olympiakos SFP
- NUC Volleyball
- Sm'Aesch Pfeffingen
- TJ Ostrava
- VK Dinamo Krasnodar
- Bursa BBSK

### Kvartsfinaler

#### Match 1
| 21 februari 2018 Mister V-Arena, Oostende Speltid 1h:07 - Åskådare 725                    | Hermes Volley Oostende | 0 - 3 | Bursa BBSK          | 19-25, 12-25, 19-25        |
| 22 februari 2018 Halle de sport de La Riveraine, Neuchâtel Speltid 1h:15 - Åskådare 1 390 | NUC Volleyball         | 0 - 3 | Volley-Ball Nantes  | 15-25, 13-25, 24-26        |
| 22 februari 2018 Mehrzweckhalle Löhrenacker, Aesch Speltid 1h:37 - Åskådare 880           | Sm'Aesch Pfeffingen    | 1 - 3 | Olympiakos SFP      | 25-21, 19-25, 21-25, 19-25 |
| 21 februari 2018 Sportovní areál Varenská, Ostrava Speltid 1h:36 - Åskådare 250           | TJ Ostrava             | 1 - 3 | VK Dinamo Krasnodar | 25-16, 14-25, 18-25, 19-25 |

#### Match 2
| 27 februari 2018 Cengiz Göllü Kapalı Spor Salonu, Bursa Speltid 1h:08 - Åskådare 200 | Bursa BBSK          | 3 - 0 | Hermes Volley Oostende | 25-12, 25-13, 27-25               |
| 28 februari 2018 Gymnase Jean Jahan, Nantes Speltid 1h:49 - Åskådare 1 000           | Volley-Ball Nantes  | 3 - 1 | NUC Volleyball         | 25-20, 25-17, 24-26, 25-22        |
| 27 februari 2018 Melina Merkourī Hall, Rentis Speltid 1h:01 - Åskådare 800           | Olympiakos SFP      | 3 - 0 | Sm'Aesch Pfeffingen    | 25-4, 25-18, 25-20                |
| 1º mars 2018 Dvorec sporta Olimp, Krasnodar Speltid 2h:02 - Åskådare 977             | VK Dinamo Krasnodar | 3 - 2 | TJ Ostrava             | 21-25, 18-25, 27-25, 25-18, 15-12 |

#### Kvalificerade lag
- Volley-Ball Nantes
- Olympiakos SFP
- VK Dinamo Krasnodar
- Bursa BBSK

### Semifinaler

#### Match 1
| 14 mars 2018 Cengiz Göllü Kapalı Spor Salonu, Bursa Speltid 1h:23 - Åskådare 200 | Bursa BBSK     | 3 - 0 | Volley-Ball Nantes  | 25-19, 25-23, 25-18               |
| 14 mars 2018 Melina Merkourī Hall, Rentis Speltid 1h:53 - Åskådare 1 700         | Olympiakos SFP | 3 - 2 | VK Dinamo Krasnodar | 18-25, 25-14, 23-25, 25-19, 15-13 |

#### Match 2
| 21 mars 2018 Complexe Sportif Beaulieu, Nantes Speltid 1h:19 - Åskådare 2 263 | Volley-Ball Nantes  | 0 - 3 | Bursa BBSK     | 18-25, 16-25, 23-25 |
| 21 mars 2018 Dvorec sporta Olimp, Krasnodar Speltid 1h:09 - Åskådare 1 700    | VK Dinamo Krasnodar | 0 - 3 | Olympiakos SFP | 20-25, 15-25, 13-25 |

#### Kvalificerade lag
- Olympiakos SFP
- Bursa BBSK

### Final

#### Match 1
| 4 april 2018 Melina Merkourī Hall, Rentis Speltid 1h:53 - Åskådare 1 800 | Olympiakos SFP | 2 - 3 | Bursa BBSK | 17-25, 23-25, 25-7, 25-18, 13-15 |

#### Match 2
| 11 april 2018 Cengiz Göllü Kapalı Spor Salonu, Bursa Speltid 1h:52 - Åskådare 2 500 | Bursa BBSK | 1 - 3 | Olympiakos SFP | 25-23, 20-25, 18-25, 16-25 |

#### Mästare
- Olympiakos SFP

## Statistik
| Vunna poäng | Vunna poäng          | Vunna poäng | Vunna poäng            |
| Pos.        | Namn                 | Poäng       | Lag                    |
| ----------- | -------------------- | ----------- | ---------------------- |
| 1           | Saskia Hippe         | 207         | Olympiakos SFP         |
| 2           | Jana Franziska Poll  | 149         | Olympiakos SFP         |
| 3           | Stephanie Niemer     | 137         | Olympiakos SFP         |
| 4           | Saray Manzano        | 122         | CV JAV Olímpico        |
| 5           | Emilija Nikolova     | 120         | Bursa BBSK             |
| 6           | Angelina Sperskaite  | 103         | VK Dinamo Krasnodar    |
| 7           | Katie Carter         | 100         | Volley-Ball Nantes     |
| 8           | Nicole Walch         | 98          | Sm'Aesch Pfeffingen    |
| 9           | Lise De Valkeneer    | 94          | Hermes Volley Oostende |
| 9           | Marija Duskrjadčenko | 94          | VK Dinamo Krasnodar    |
| 9           | Julija Podskal'naja  | 94          | VK Dinamo Krasnodar    |

| Vunna attacker | Vunna attacker      | Vunna attacker | Vunna attacker         |
| Pos.           | Namn                | Poäng          | Lag                    |
| -------------- | ------------------- | -------------- | ---------------------- |
| 1              | Saskia Hippe        | 173            | Olympiakos SFP         |
| 2              | Jana Franziska Poll | 112            | Olympiakos SFP         |
| 3              | Emilija Nikolova    | 102            | Bursa BBSK             |
| 4              | Saray Manzano       | 94             | CV JAV Olímpico        |
| 4              | Stephanie Niemer    | 94             | Olympiakos SFP         |
| 6              | Lise De Valkeneer   | 87             | Hermes Volley Oostende |
| 7              | Nicole Walch        | 82             | Sm'Aesch Pfeffingen    |
| 7              | Angelina Sperskaite | 82             | VK Dinamo Krasnodar    |
| 9              | Katie Carter        | 73             | Volley-Ball Nantes     |
| 10             | Nina Coolman        | 72             | Hermes Volley Oostende |
| 10             | Irina Smirnova      | 72             | VK Dinamo Krasnodar    |

| Vunna block | Vunna block          | Vunna block | Vunna block         |
| Pos.        | Namn                 | Poäng       | Lag                 |
| ----------- | -------------------- | ----------- | ------------------- |
| 1           | Katerina Giōta       | 33          | Olympiakos SFP      |
| 2           | Marija Duskrjadčenko | 32          | VK Dinamo Krasnodar |
| 3           | Julija Podskal'naja  | 24          | VK Dinamo Krasnodar |
| 3           | Stephanie Niemer     | 24          | Olympiakos SFP      |
| 5           | Yvon Beliën          | 22          | Bursa BBSK          |
| 5           | Geōrgia Lamprousī    | 22          | Olympiakos SFP      |
| 7           | Jana Franziska Poll  | 20          | Olympiakos SFP      |
| 8           | Katie Carter         | 16          | Volley-Ball Nantes  |
| 8           | İkbal Albayrak       | 16          | Bursa BBSK          |
| 10          | Marion Gauthier-Rat  | 15          | Volley-Ball Nantes  |

| Serveess | Serveess               | Serveess | Serveess            |
| Pos.     | Namn                   | Poäng    | Lag                 |
| -------- | ---------------------- | -------- | ------------------- |
| 1        | Saskia Hippe           | 24       | Olympiakos SFP      |
| 2        | Saray Manzano          | 19       | CV JAV Olímpico     |
| 2        | Stephanie Niemer       | 19       | Olympiakos SFP      |
| 4        | Jana Franziska Poll    | 17       | Olympiakos SFP      |
| 5        | Julija Podskal'naja    | 16       | VK Dinamo Krasnodar |
| 6        | Geōrgia Lamprousī      | 15       | Olympiakos SFP      |
| 7        | Kateřina Zemanová      | 13       | TJ Ostrava          |
| 8        | Kateřina Valková       | 12       | TJ Ostrava          |
| 8        | Anu Ennok              | 12       | Sm'Aesch Pfeffingen |
| 8        | Stylianī Christodoulou | 12       | Olympiakos SFP      |